# Maciej Józef Ancuta
Maciej Józef Ancuta herbu Ancuta (zm. 18 stycznia 1723 w Juchnowcu) – biskup rzymskokatolicki (1722-1723), referendarz wielki litewski (od 1705), senator I Rzeczypospolitej.

## Życiorys
W 1695 roku został kanonikiem wileńskim. Był członkiem konfederacji olkienickiej w 1700 roku. 4 grudnia 1705 mianowany referendarzem Wielkiego Księstwa Litewskiego. Kanclerz Akademii i Uniwersytetu Wileńskiego Towarzystwa Jezusowego w latach 1722-1723. Był uczestnikiem Walnej Rady Warszawskiej 1710 roku. W 1710 roku został sufraganem wileńskim i biskupem tytularnym Misinopolis w Tracji. 14 czerwca 1717 wybrany koadiutorem przy biskupie Konstantym Kazimierzu Brzostowskim. Po śmierci którego objął diecezję wileńską. Zmarł nagle w drodze powrotnej z Warszawy, gdzie złożył przysięgę senatorską. 
Pochowany w katedrze wileńskiej.